# Каменоволя
Каменоволя (пол. Kamienowola) — село в Польщі, у гміні Острувек Любартівського повіту Люблінського воєводства.
Населення — 273 особи (2011).

## Демографія
Демографічна структура станом на 31 березня 2011 року:
|          | Загалом | Допрацездатний вік | Працездатний вік | Постпрацездатний вік |
| -------- | ------- | ------------------ | ---------------- | -------------------- |
| Чоловіки | 128     | 21                 | 100              | 7                    |
| Жінки    | 145     | 42                 | 70               | 33                   |
| Разом    | 273     | 63                 | 170              | 40                   |